# Aranyváry Emília
Aranyváry Emília, Aranyvári Amália Mária, Goldburg Emmi (Alsószécsénke, Nógrád megye, 1838. június 14. (keresztelés) – 1871 után) magyar táncművésznő, koreográfus, az első magyar prímabalerina.

## Élete
Jómódú szülők gyermeke. Édesapja, Aranyvári (Goldberg) József (Miskolc, 1808 k. – Pest, 1867. január 8.) Trencsén megyei születésű kereskedő, egy józsefvárosi szeszpréselt élesztőgyár alapító-tulajdonosa volt, s egy szerény vendéglőt üzemeltetett a Kossuth Lajos utcában, ahol a Nemzeti Színház tagjai gyakran megfordultak. Édesanyja, a kisrédei születésű Bartha Zsuzsanna 1843. január 30-án meghalt. (Apja ezt követően Vecsey Máriát vette feleségül.) Aranyvári Emília képzését François Crambé, a Pesti Német Színház francia balettmestere kezdte; ezután két évig Bécsben az első balletmestertöl, Carré-tói tanult.
1848. május 20-án a Nemzeti Színházban történt fellépéséről így ír a Pesti Divatlap 1848. május 27-iki száma: „Máj. 20. Veszter Sándor táncztársaságának jutalomjátékaul tánczegyveleg adatott a »Két özvegy« czimü vígjátékból együtt. Nem lehet ez este megemlítését elmulatnunk, mert egy olly fejlődő táncztehetségnek valánk tanúi, minő csak ritkán szokott feltűnni. A gyermek Aranyvári Emilia, Crombé tanítványa, egy magán- és kettős tánczban mutatta föl magát, s mindenikben meglepte a közönséget. Annyira hozzá vagyunk már szokva, színpadunkon minden kellem és gráczia nélküli lejtéseket látni, hogy az illy szép és valódi tehetség feltűnése — még a kezdő gyengeségei mellett is — tiszta, magas örömet nyújt minden művészet kedvelőnek. Aranyvári Emília már most is sok bájt, kedvességet, plastikai életet tud kifejteni mozdulataiban; a ragyogó jövő előtte több mint reménylhető.”
Feltehetően 1848. július 1-jén debütált a Pesti Magyar Színházban. Párizsba utazott, ahol az Arthur Saint-Léon vezette művészképzőben fejlesztette tudását. 1851 és '54 között a Théâtre Lyrique prímabalerinája. Ebben az időben ismertette meg Léo Delibes-et a csárdással, amit a komponista felhasznált a Coppéliában. Vendégszerepelt Londonban és a bécsi Theater am Kärntnertorban. 
1854 tavaszán tért vissza Pestre. Első fellépése, díjazás nélkül május 4-én volt. A következő évek voltak a magyar balett első aranykora. A hosszú időn át Magyarországon működő Frederico Campilli (Campilli Frigyes) koreográfus inkább külföldi szólótáncosokat hívott, és a balettkar fejlesztésére koncentrált. Az Aranyváry előtti magyar balerina, Sáry Fanny kevésbé volt tehetséges. 1854 júniusában mint az első magyar női koreográfus is bemutatkozott: Doppler Ferenc zenéjére készítette el a Toborzók című művét, ismét fizetség nélkül. A balettkar szerény teljesítményt nyújtott, de az övé nagy sikert aratott. Szeptembertől Bécsben vendégszerepelt, 1855. november 19-én lépett fel újra Pesten, majd több hazai vendégszereplés után 1856 márciusában kötött szerződést a Nemzetivel. Legnagyobb sikerét Adam Giselle-jének címszerepében aratta. 1859 márciusában Szigligeti Edétől kérte szerződése felbontását az útlevele megszerzése céljából. Utoljára március 10-én a Furfangos szobaleányban lépett fel. A sajtó keményen támadta a színház vezetését Aranyváry elengedése miatt. Utódja a szintén gyengébb teljesítményt nyújtó Rotter Mari lett. 
A pesti előadások után vidéken lépett fel (Szegeden, Aradon, Kolozsvárott). 1860 áprilisában Londonban, Őfelsége Színházában szerepelt. Még ebben az évben Havi Mihály dal- és tánctársulatával megfordult Bukarestben. A társulat a legnagyobb nyomorba jutott és az igazgatót adósságai miatt láncra verték és csak báró Eder konzul közbenjárására bocsátották szabadon. 1867-ben Fiuméban, majd Milánóban, Bolognában, Torinóban szerepelt. 1868-ban Parmában tartózkodott. Róma, Modena, Ferrara voltak még állomásai, 1871 elején Firenzében tartózkodott, majd innentől megszakadnak a róla szóló híradások.

## Fontosabb szerepei
- Adolphe Adam: Giselle – címszerep
- Daniel Auber: A portici néma – Fenella
- Frederico Campilli: A festő álomképe –
- Frederico Campilli: Annita, az elrabolt ara
- Frederico Campilli: A furfangos szobaleány
- Doppler Ferenc–Aranyváry Emilia: Toborzók – Molnárnő
- Jules Perrot–Lucile Grahn: La Péri
- Cesare Pugni–Frederico Campilli: La Esmeralda – címszerep
- Cesare Pugni–Frederico Campilli: Katalin, a rablóvezérnő – címszerep
- Giuseppe Verdi: A szicíliai vecsernye – Ősz a Négy évszak balettbetétben